# Bệnh virus corona

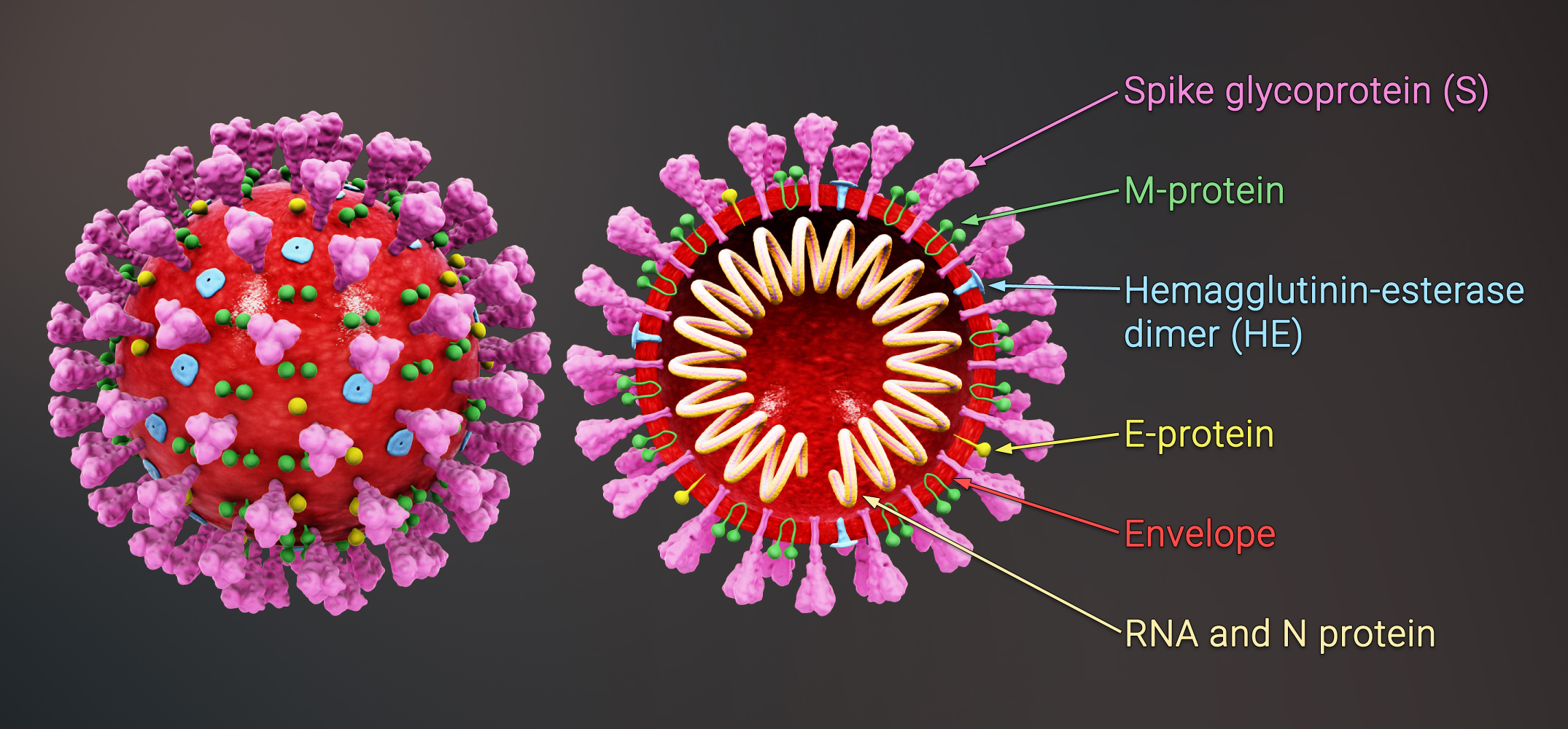
Cấu trúc của một virus corona

Các triệu chứng của bệnh virus corona 2019 (COVID-19)

Bệnh virus corona (tiếng Anh: coronavirus disease - COVID; /ˈkoʊvɪd/), hội chứng hô hấp virus corona, viêm phổi virus corona, cúm virus corona hoặc bất cứ biến thể nào khác, là bệnh gây ra bởi virus thuộc nhóm virus corona (CoV).
Các chủng virus corona gây nhiều loại bệnh virus corona khác nhau bao gồm hội chứng hô hấp cấp tính nặng (SARS), hội chứng hô hấp Trung Đông (MERS), bệnh virus corona (COVID-19) và cũng có thể gây cảm lạnh.
Đợt bùng phát dịch virus corona 2019–20, gây ra bởi COVID-19, được Tổ chức Y tế Thế giới (WHO) tuyên bố là đại dịch vào ngày 11 tháng 3 năm 2020. Nhiều nước thuộc tất cả sáu khu vực của WHO đã ghi nhận sự lây nhiễm tại địa phương. COVID-19 gây ra bởi chủng virus corona SARS-CoV-2.

## Các loại bệnh virus corona
|                                | MERS-CoV            | SARS-CoV              | SARS-CoV-2         |
| ------------------------------ | ------------------- | --------------------- | ------------------ |
| Bệnh                           | MERS                | SARS                  | COVID-19           |
| Dịch                           | 2012, 2015, 2018    | 2002–2004             | Đại dịch 2019–nay  |
| Dịch tễ học                    |                     |                       |                    |
| Ngày phát hiện ca đầu tiên     | Tháng 6 2012        | Tháng 11 2002         | Tháng 12 2019      |
| Địa điểm phát hiện ca đầu tiên | Jeddah, Ả Rập Xê Út | Thuận Đức, Trung Quốc | Vũ Hán, Trung Quốc |
| Độ tuổi trung bình             | 56                  | 44                    | 56                 |
| Tỷ lệ giới tính (nam:nữ)       | 3,3:1               | 0,8:1                 | 1.6:1              |
| Số ca xác nhận                 | 2494                | 8096                  | 676.609.955        |
| Số ca tử vong                  | 858                 | 774                   | 6.881.955          |
| Tỷ lệ tử vong                  | 37%                 | 9,2%                  | 1,0%               |
| Triệu chứng                    |                     |                       |                    |
| Sốt                            | 98%                 | 99–100%               | 87,9%              |
| Ho khan                        | 47%                 | 29–75%                | 67,7%              |
| Khó thở                        | 72%                 | 40–42%                | 18,6%              |
| Tiêu chảy                      | 26%                 | 20–25%                | 3,7%               |
| Đau họng                       | 21%                 | 13–25%                | 13,9%              |
| Buộc thở máy                   | 24,5%               | 14–20%                | 4,1%               |
| Ghi chú 1. 2.                  |                     |                       |                    |

### SARS
Năm 2003, virus corona gây hội chứng hô hấp cấp tính nặng (SARS-CoV) bùng phát dẫn tới dịch SARS 2002–2004. Hơn 8.000 người từ 29 quốc gia và vùng lãnh thổ bị nhiễm bệnh, và ít nhất 774 người tử vong trên toàn cầu.

### MERS
Năm 2012, virus corona gây hội chứng hô hấp Trung Đông (MERS-CoV) được phát hiện.
MERS-CoV gây ra dịch MERS 2012, chủ yếu tại vùng Trung Đông, dịch MERS 2015 tại Hàn Quốc và dịch MERS 2018 chủ yếu tại Ả Rập Xê Út.

### COVID-19
Virus corona gây hội chứng hô hấp cấp tính nặng 2 (SARS-CoV-2), gây ra bệnh virus corona 2019 (COVID-19), bắt đầu bùng phát vào tháng 12 năm 2019 tai Vũ Hán, Trung Quốc. Virus nhanh chóng lan truyền ra các quốc gia trên thế giới và trở thành đại dịch toàn cầu.

## Virus corona
Virus corona là các loại virus gây bệnh ở động vật có vú và chim. Ở người các loại virus này gây nhiễm trùng đường hô hấp có thể từ mức độ nhẹ đến gây chết người.
Sáu loài virus corona ở người đã được phát hiện, trong đó có bốn loài gây cảm cúm hoặc các bệnh hô hấp thường gặp: HCoV-229E, HCoV-NL63, HCoV-OC43, và HCoV-HKU1.
Hai loài khác gây các triệu chứng nặng hơn và có thể gây tử vong: MERS-CoV và hai chủng SARS: SARS-CoV và SARS-CoV-2.

### Thư viện ảnh

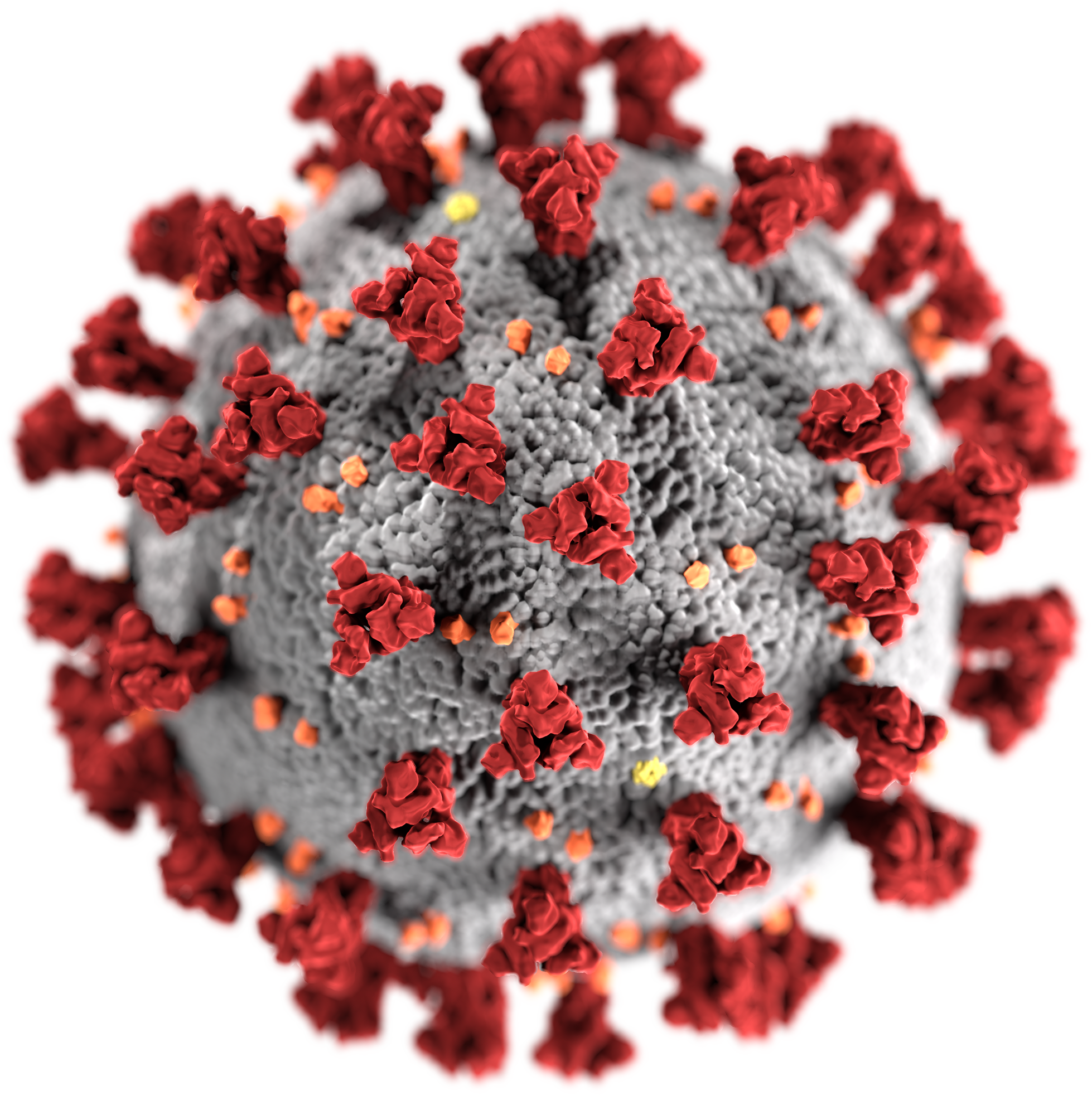
Minh họa virus SARS-CoV-2 gây bệnh virus corona 2019.
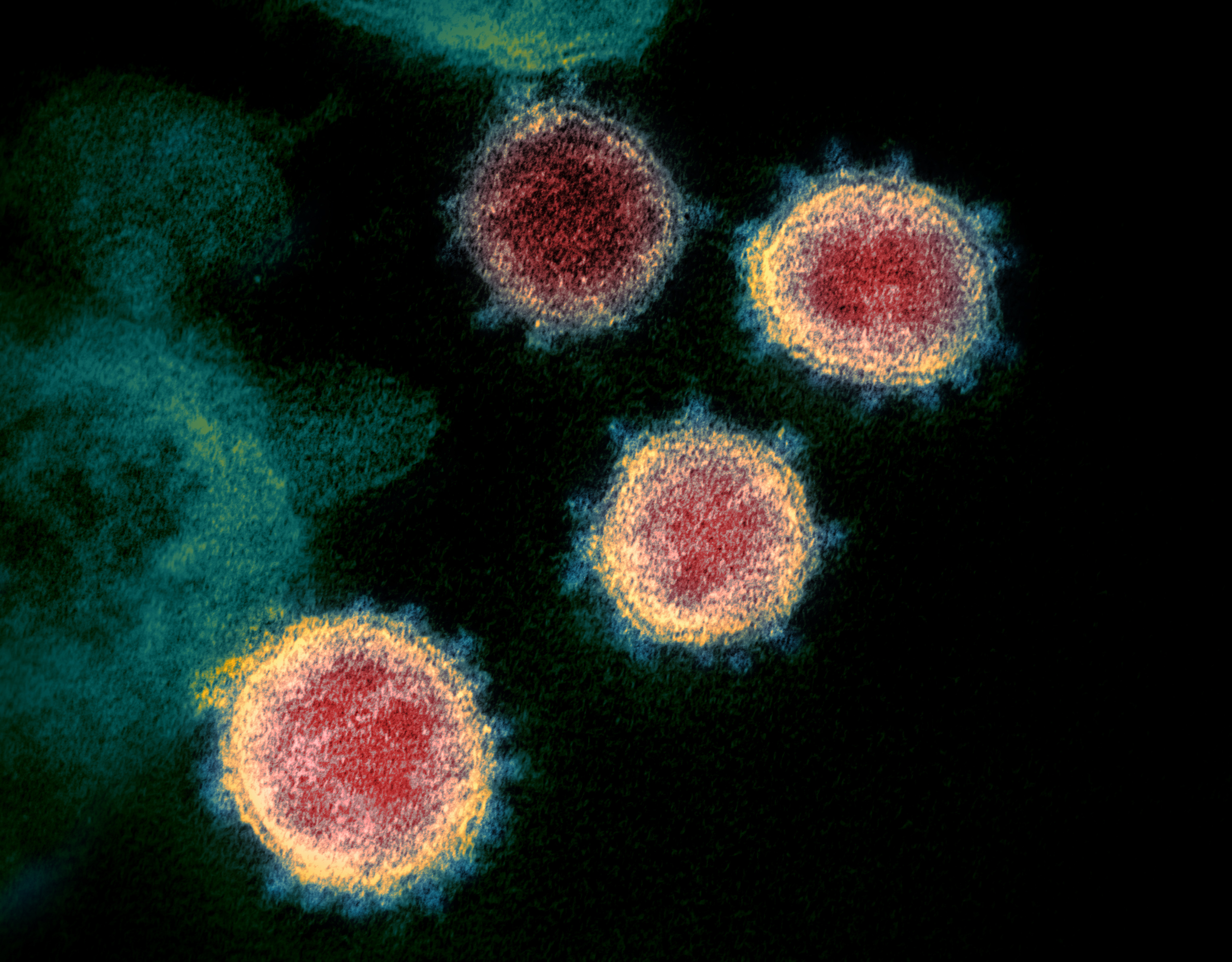
Ảnh chụp kính hiển vi điện tử của SARS-CoV-2 với vành thấy rõ.
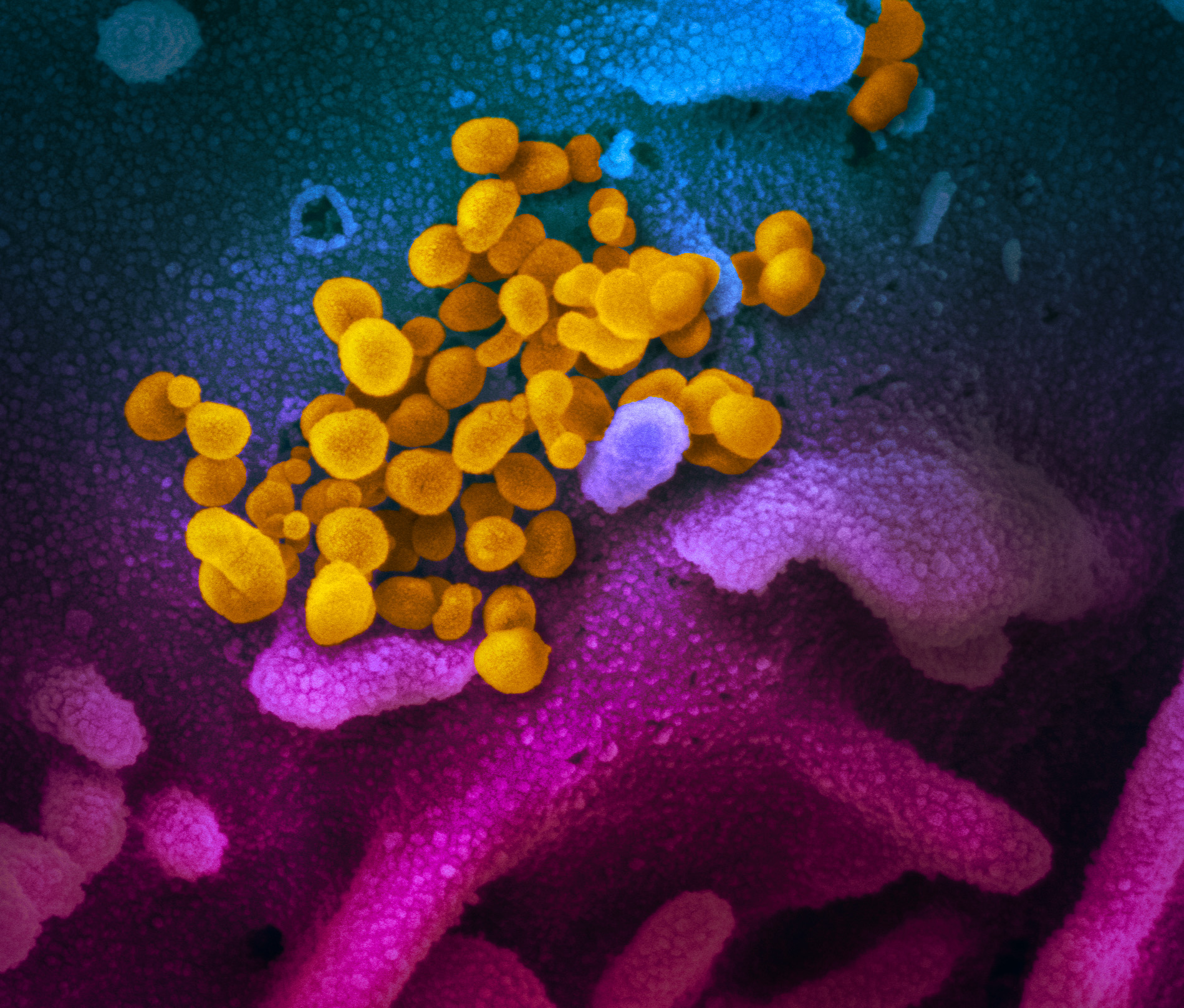
Ảnh kính hiển vi điện từ cho thấy SARS-CoV-2 nổi lên từ bề mặt tế bào (lam/hồng) nuôi trong phòng thí nghiệm.
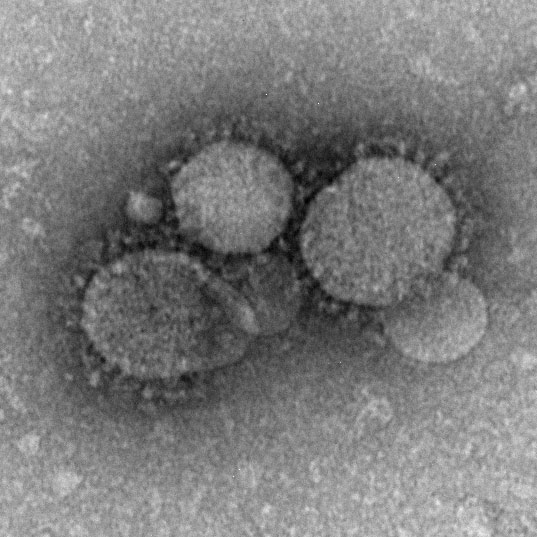
Các hạt virus MERS-CoV nhìn từ kính hiển vi điện tử nhuộm âm.
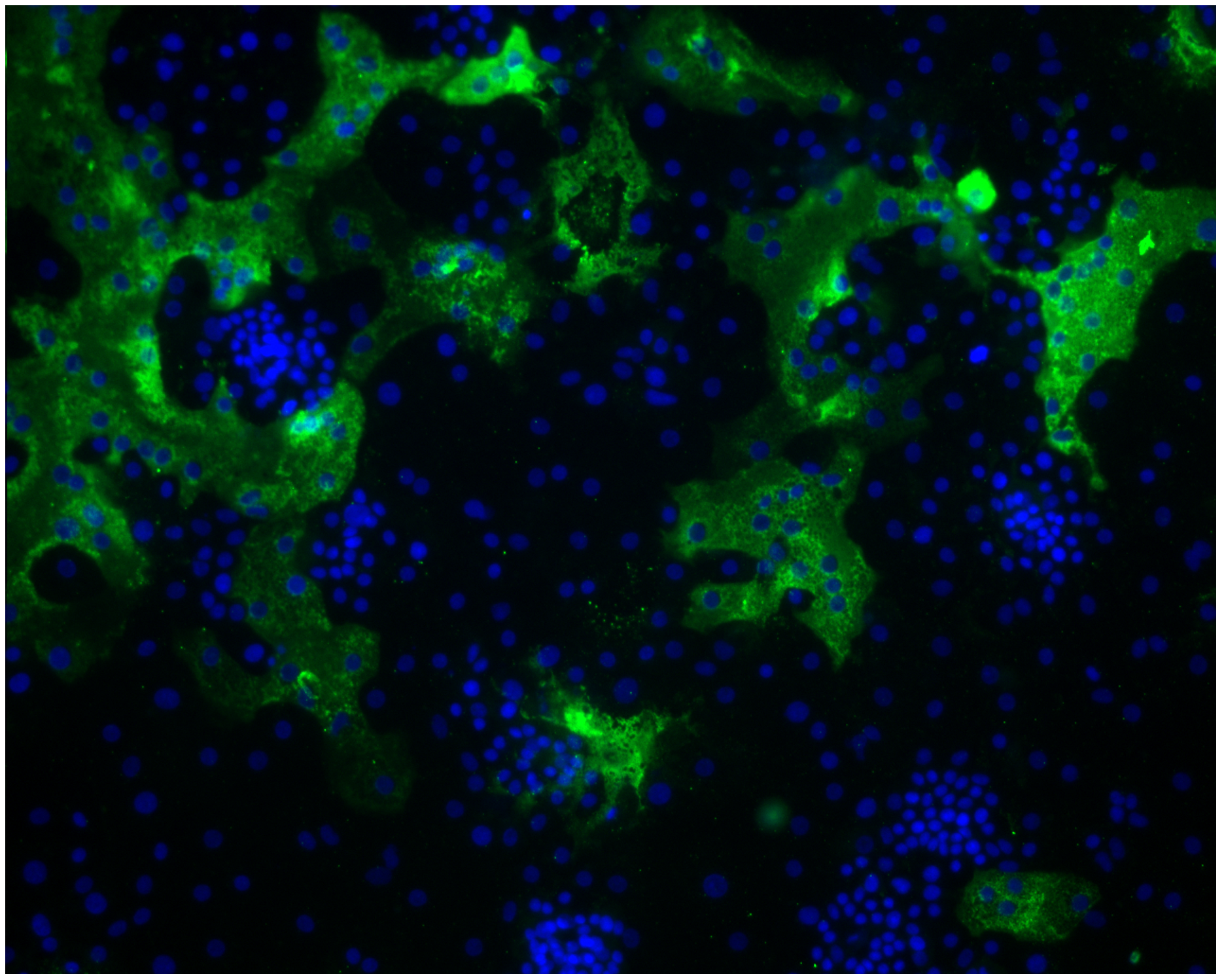
HCoV-HKU1, một virus corona gây các triệu chứng cảm lạnh ở người.